# Deharvengiurus pseudocantabricus
Deharvengiurus pseudocantabricus is een springstaartensoort uit de familie van de Onychiuridae. De wetenschappelijke naam van de soort is voor het eerst geldig gepubliceerd in 1983 door Gouze.